# Goury Nikitine
Pour les articles homonymes, voir Nikitine.
Goury Nikitine (en russe : Гурий Никитин (Гурий Никитич Кинешемцев), né en 1620 à Kostroma et mort en 1691 à Kostroma, est un peintre russe, maître dans l'art de la fresque et de l'iconostase durant la première moitié du XVIIe siècle. Il dirigea l'artel des peintres d'icônes de Kostroma.

## Biographie
Goury Nikitine Kinechemtsev est né probablement dans les années 1620, dans la ville de Kostroma, dans une famille qui n'avait pas de lien avec l'iconographie. Son père s'appelait Nikita Grigoriev Kinechemtsev. Il mourut de la peste entre 1653 et 1654. Les traces de la présence de la famille se retrouvent dans les livres de la Ville de Kostroma de 1664. La propriété de boutiques de membres de sa famille et de Goury Nikitine est également attestée dans la ville .
Auprès de quel maître Nikitine apprit la peinture, ce n'est pas connu. Il faut supposer que son talent apparaît dès son jeune âge. Ses premiers travaux importants de réalisation de fresques se sont déroulés à Moscou où il fait partie d'un artel de peintres de Kostroma pour plusieurs édifices: l'église de la Trinité de Nikitniki à Moscou dans le quartier de Kitaï-gorod (1653) et la Cathédrale de l'Archange-Saint-Michel de Moscou (1659, 1660). C'est Simon Ouchakov, peintre d'icône réputé auprès du Tsar, qui dirigea les travaux dans cette Cathédrale de l'Archange St Michel. Mais plus de 100 artisans furent présents à Moscou pour les travaux d'exécution. Ils venaient outre de Moscou, de Kostroma, de Iaroslavl, de Novgorod, de Kalouga.

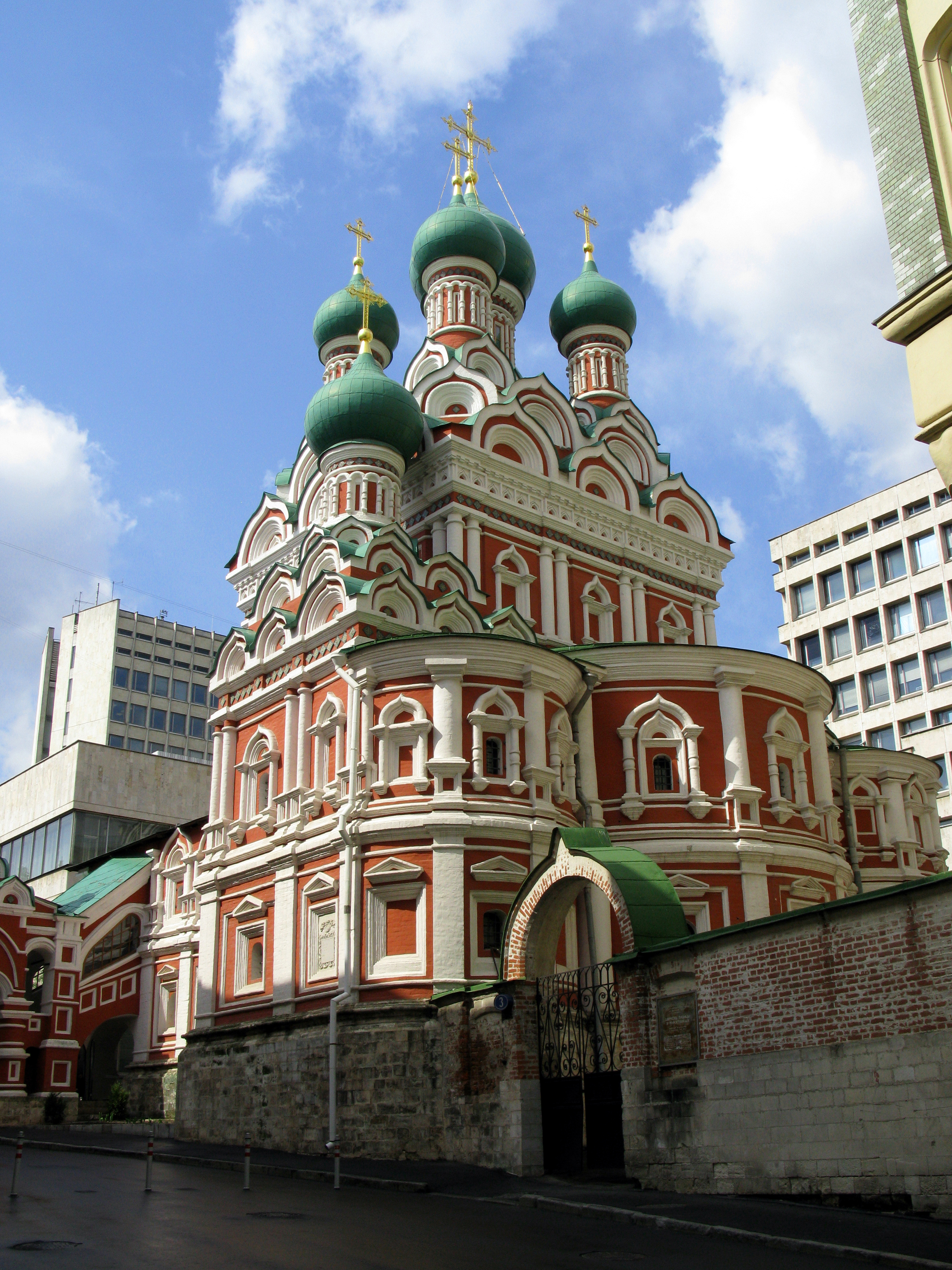
église de la Trinité Nikitniki à Moscou

En 1661, l'higoumène du monastère Troïtse-Danilov invite Nikitine et cinq autres peintres d'icônes à décorer l'église du monastère de peintures murales à Pereslavl-Zalesski. Ils n'eurent toutefois pas le temps de terminer leurs fresques parce qu'ils étaient appelés à Moscou. C'est là que durant l'été 1664, Nikitine peignit des icônes dans l'église de la Sainte-martyre Eudokie sous la direction de Simon Ouchakov.
Il est rappelé une nouvelle fois à Moscou, en 1666, pour participer à la restauration des fresques murales de la Cathédrale de l'Archange-Saint-Michel de Moscou.
Il devient un des peintres les plus réputés de son époque. Ainsi en 1668, le Tsar le charge de peindre une icône de la Vierge odigitria pour l'offrir au Patriarche d'Antioche. En 1678, il est présenté en premier par Simon Ouchakov comme peintre à rétribuer mensuellement au frais du Trésor public.
Nikitine consacra les dix dernières années de sa vie à la réalisation des fresques murales de l'Église du Prophète Élie de Iaroslavl (1680 — 1681), de la cathédrale de la Trinité du monastère Ipatiev à Kostroma (1685) et celle du monastère du Sauveur-Saint-Euthyme à Souzdal (1689) appelée cathédrale de la Transfiguration. La quantité de fresques peintes dans les églises des villes de la Haute-Volga entre 1670 et 1695 est prodigieuse. 
Les fresques ruissellent littéralement sur les murs, les voûtes, les colonnes, les galeries, les embrasures des portes et fenêtres. Elles s'étagent sur 7 ou 8 rangées. Comme les autres peintres russes d'icônes, Nikitine utilisait les recueils de gravures allemandes et hollandaises pour renouveler son iconographie. Les surfaces à couvrir étaient très grandes et les poncifs byzantins ne suffisaient plus.
Bien que les prescriptions de l'église orthodoxes fussent sévères, il leur fallait des sources abondantes. La bible historiée de Nicolas Piscator dont la première édition date de 1650 leur sert de livre de référence. Elle continent 277 gravures de la Bible, depuis l'ancien testament jusqu'aux Actes des Apôtres et à l'Apocalypse. Mais les modèles de cette bible ne sont pas copiés servilement : le nationalisme religieux les fait transposer les récits et les personnages " à la russe " par leurs allures, leurs coiffes, leurs costumes.   

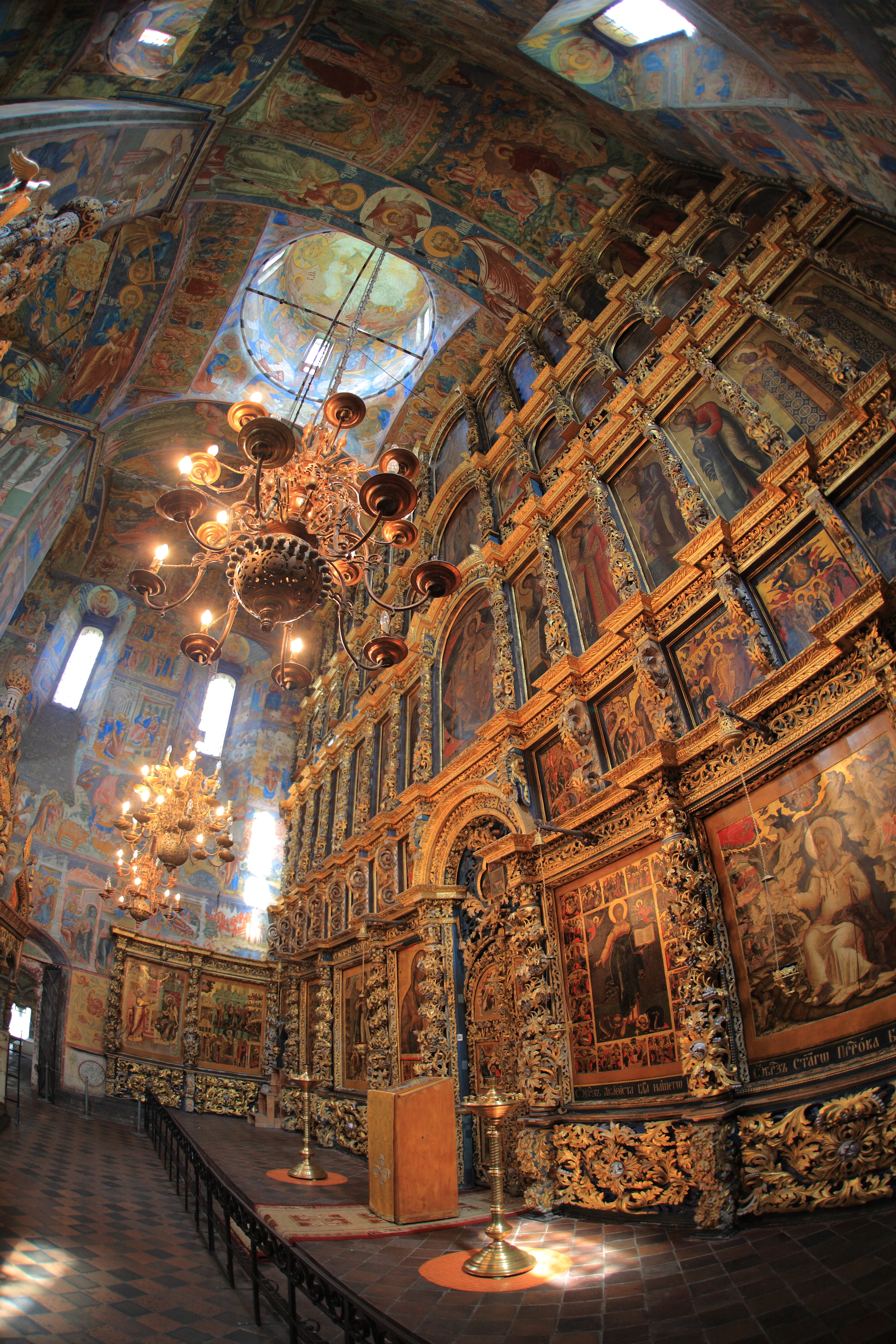
Intérieur de l'église du prophète Élie de Iaroslavl

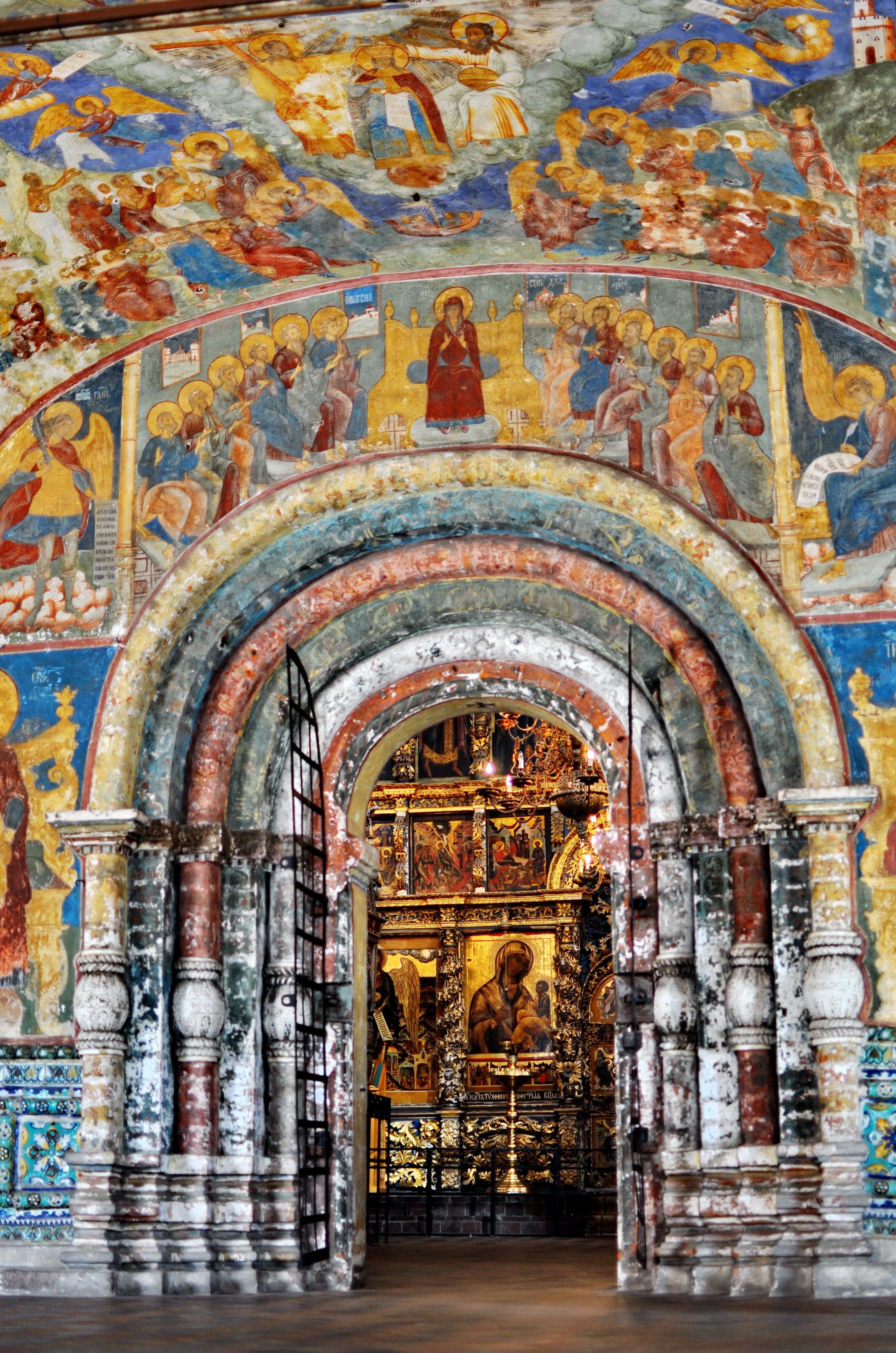
église du Prophète Élie

D'après les inscriptions, la peinture des fresques de l'Église du Prophète Élie de Iaroslavl (1680 — 1681) a été répartie entre quinze peintres sous la direction de Gouri Nikitine et Sila Savine. Mais il est possible de discerner la part de chaque collaborateur. Ces fresques constituent un décor. La peinture couvre les murs de haut en bas et il faut faire un effort pour s'attarder à un détail, à une seule scène. C'est davantage l'ensemble de l'enchevêtrement des lignes, des figures et des couleurs qui permet au spectateur d'éprouver un plaisir esthétique. Le jeu de la lumière, suivant l'heure du jour et sa dispersion entre les piliers vient éclairer des couleurs vives et noyer les détails.
Selon Louis Réau, la partie la plus intéressante de l'ensemble est la décoration des galeries (papertes). Celles-ci étaient inconnues dans l'architecture byzantine. Elles sont considérées comme plus utilitaires que le corps même de l'église et échappent aux règles canoniques quant à la décoration. L'artiste s'y sent donc plus libre et peut y faire preuve de moins de réserve dans le choix des sujets. Surgissent dans ces galeries, des décors sur le mystère de la seconde venue du Christ, sur l'Apocalypse, des cycles allégoriques. La décoration de l'église principale offre plus d'unité et les scènes représentées viennent de l'Évangile ou de la vie des prophètes Élie et Élisée.
Nikitine ne se maria jamais et n'eut pas d'enfant. Il aurait ainsi pu encore appartenir à la peinture religieuse considérée comme un sacerdoce . La mort du peintre en 1691 sans avoir eu d'enfant est confirmée par un recensement 18 ans plus tard en 1709.

## Attribution des œuvres à son auteur
L'attribution à Nikitine de telle ou telle icône ou peinture murale est souvent une simple supposition. Il faut également tenir compte du fait que vu la quantité de travail effectué à cette époque dans les églises nécessitait la présence de compagnons et d'apprentis. Comme dans tout œuvre collective le travail est inégal. Mais cela permet aussi d'attribuer la part de chacun.

### Peinture murale
- Cathédrale de l'Érection de la croix à Toutaïev (Romanov) 1650.
- Cathédrale de la Sainte-Trinité au monastère Troïtse-Danilov à Pereslavl-Zalesski 1662—1668.
- Cathédrale de l'Archange-Saint-Michel de Moscou au Kremlin de Moscou 1660–1666.
- Monastère de l'Épiphanie à Kostroma 1667—1672.
- Cathédrale de la Dormition (Rostov) au Kremlin de Rostov 1670.
- Église Spasa Neroukotvornovo au Kremlin de Moscou. 1678.
- Église du Prophète Élie de Iaroslavl à Iaroslavl. 1680.
- Cathédrale de la Trinité au monastère Ipatiev à Kostroma 1684.
- Cathédrale du Sauveur au monastère du Sauveur-Saint-Euthyme à Souzdal 1689.

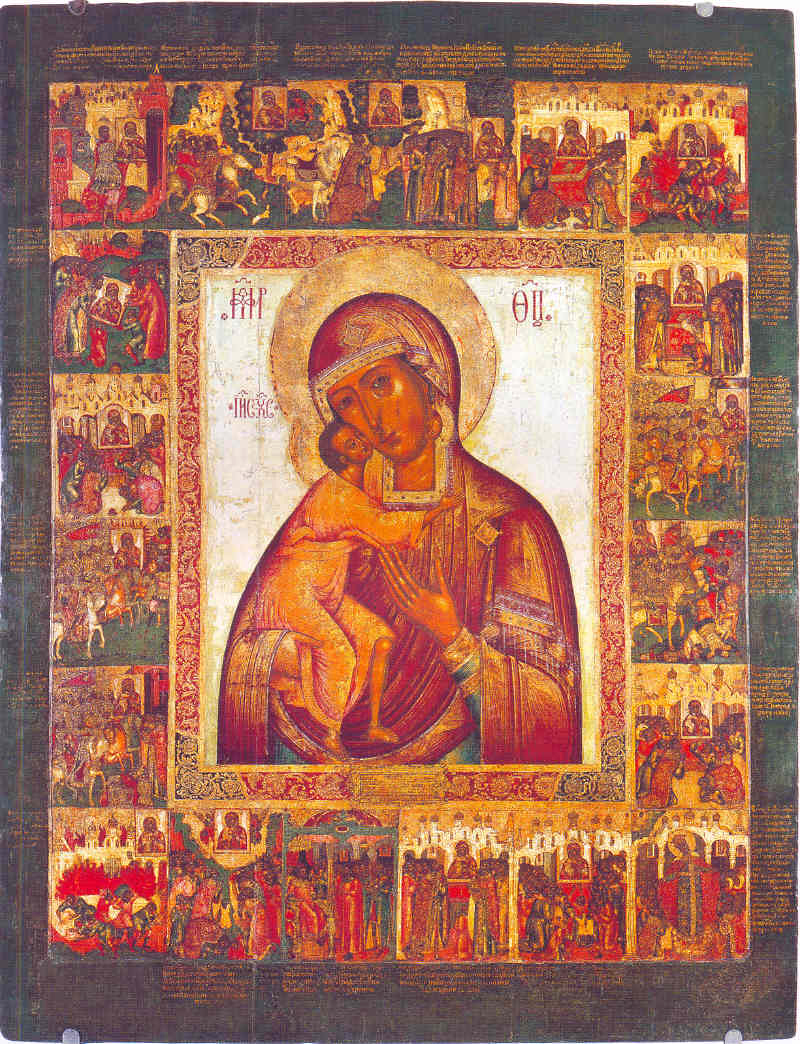
Feodorovskaïa (vers 1680)
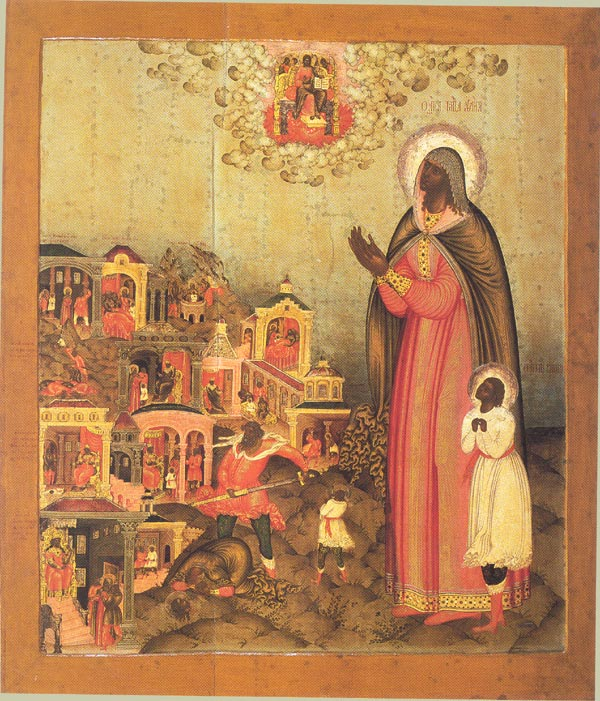
st-Quiricus et ste Juliette (vers 1680)
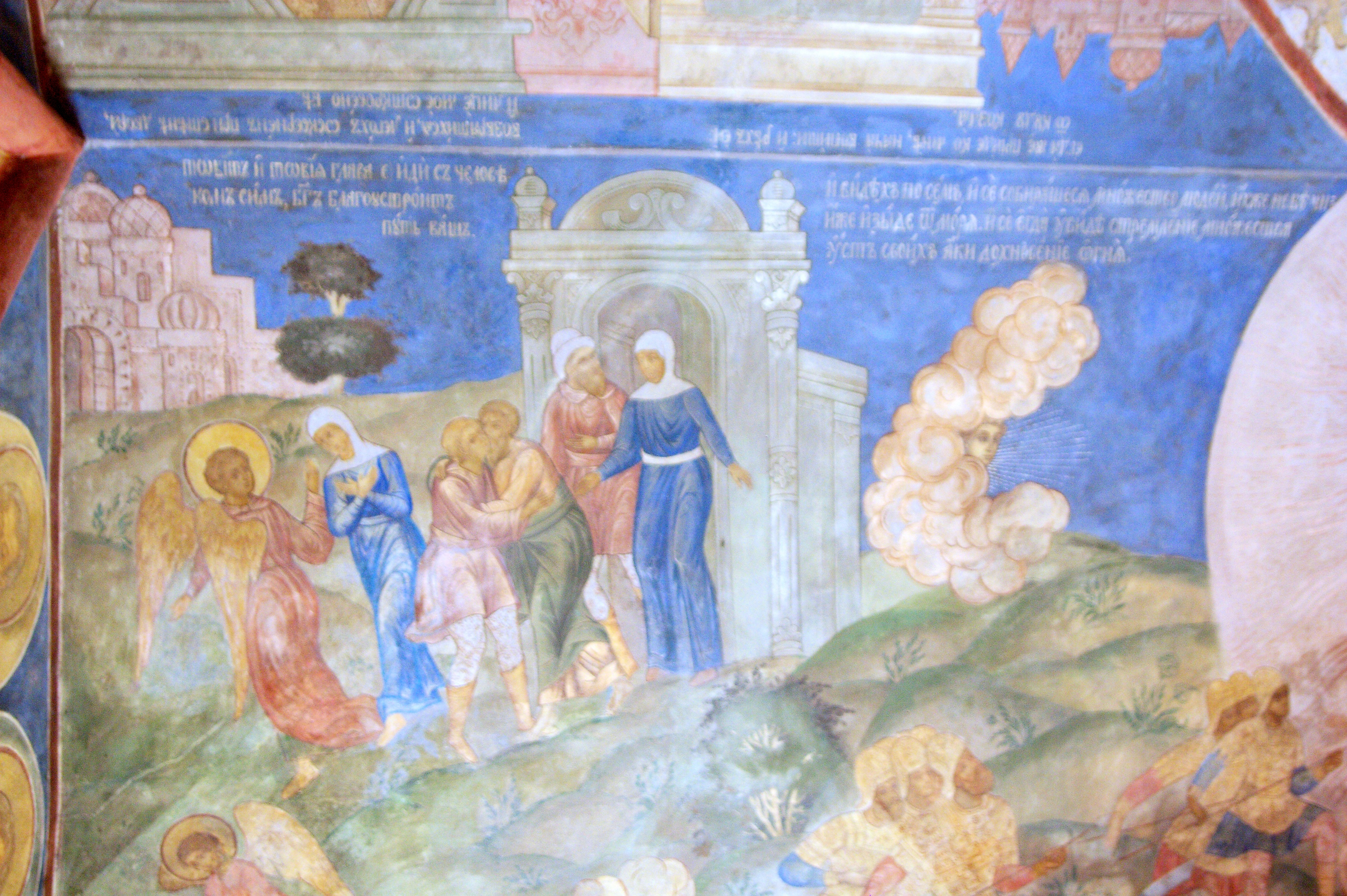
Monastère Ipatiev à Kostroma
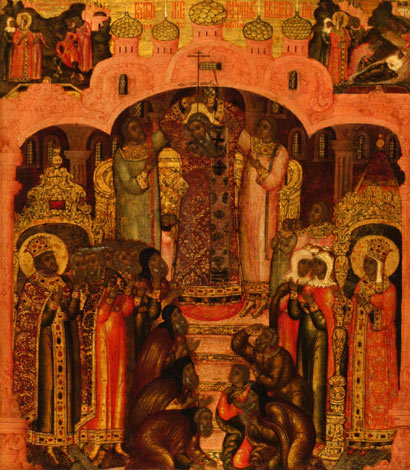
élévation de la Croix (1680)
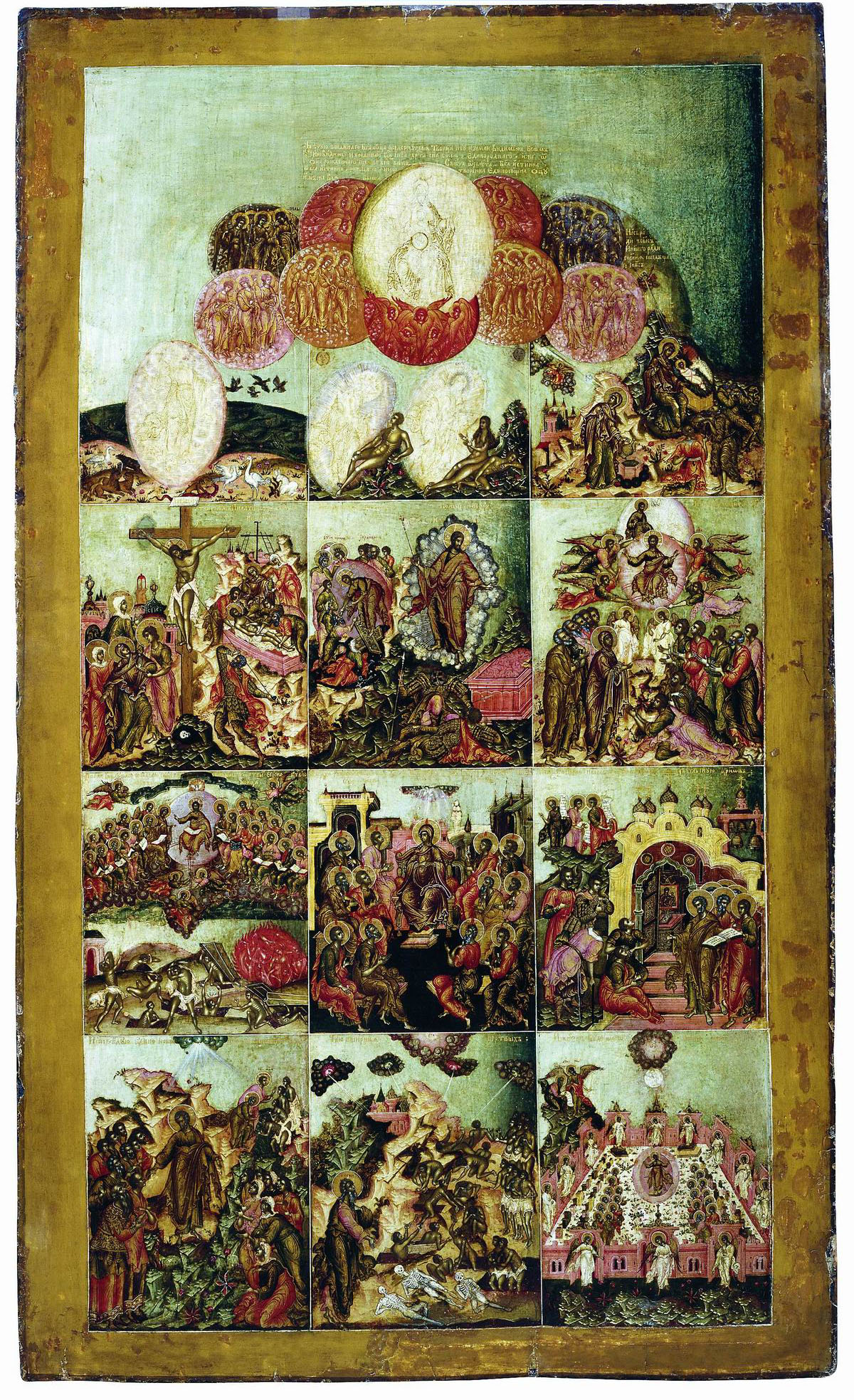
Credo  (Ouchakov et Nikitine, 1668 GRM)

## Sources
- (ru) Komachko N. I. /Комашко Н. И. Кинешемцев Гурий Никитин / Словарь русских иконописцев XI—XVII веков
- (ru) Никитин Гурий // Источник/РБСП